# Beckville (Teksas)
Beckville je grad u američkoj saveznoj državi Teksas. Prema popisu stanovništva iz 2010. u njemu je živjelo 847 stanovnika.